# فوينتيرابيا
بلدية فوينتيرابيا أو فَنْتَرابِيَا (بالإسبانية: Fuenterrabía) هي بلدية تقع في مقاطعة غيبوثكوا التابعة لمنطقة إقليم الباسك شمال إسبانيا.

## الديموغرافيا
بلغ عدد سكان بلدية فوينتيرابيا 16.499 نسمة عام 2011 (وفقاً للمعهد الوطني للإحصاء الإسباني).
| 14.453 | 14.674 | 15.368 | 15.940 | 16.226 | 16.458 | 16.499 |

## معرض صور

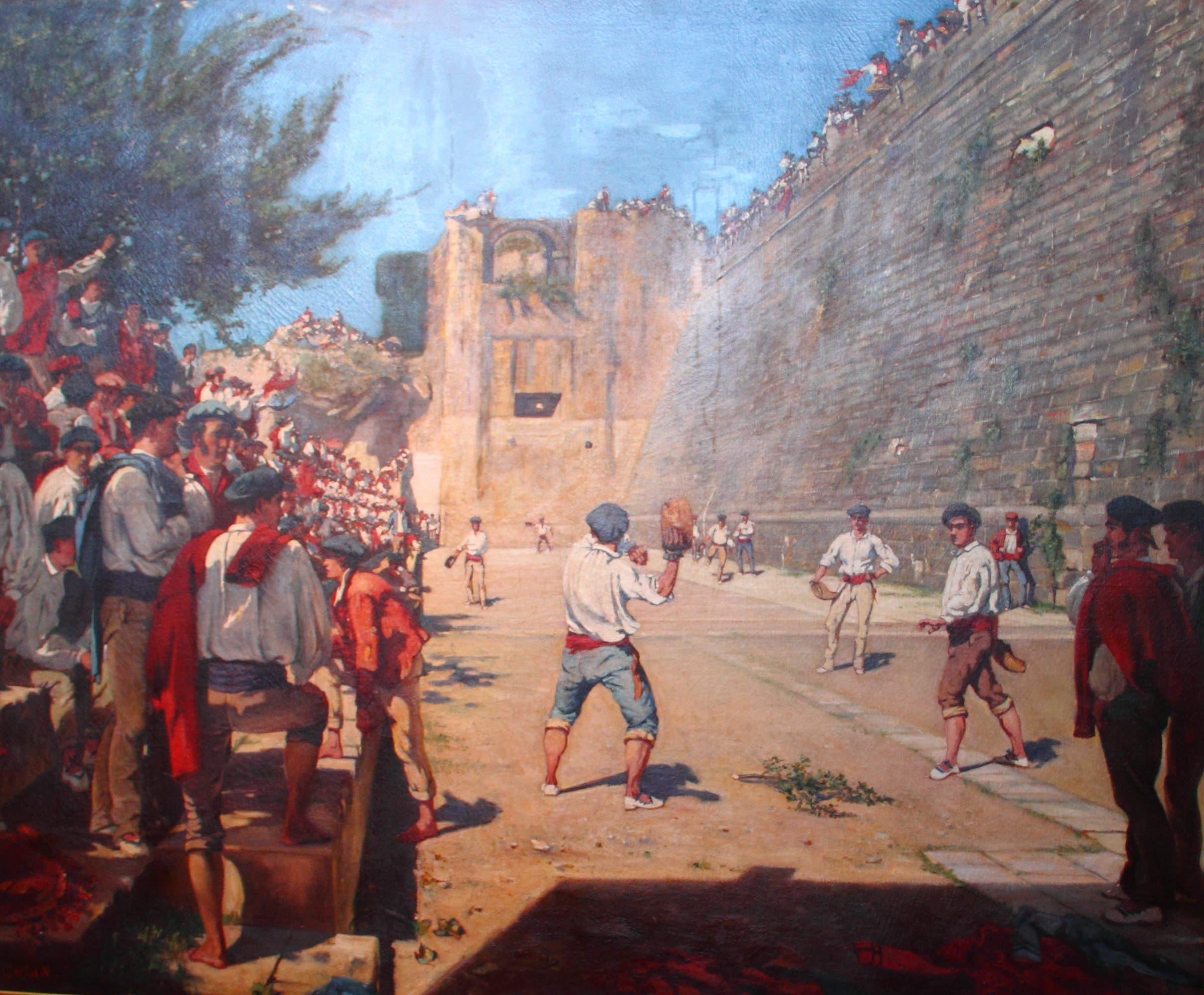
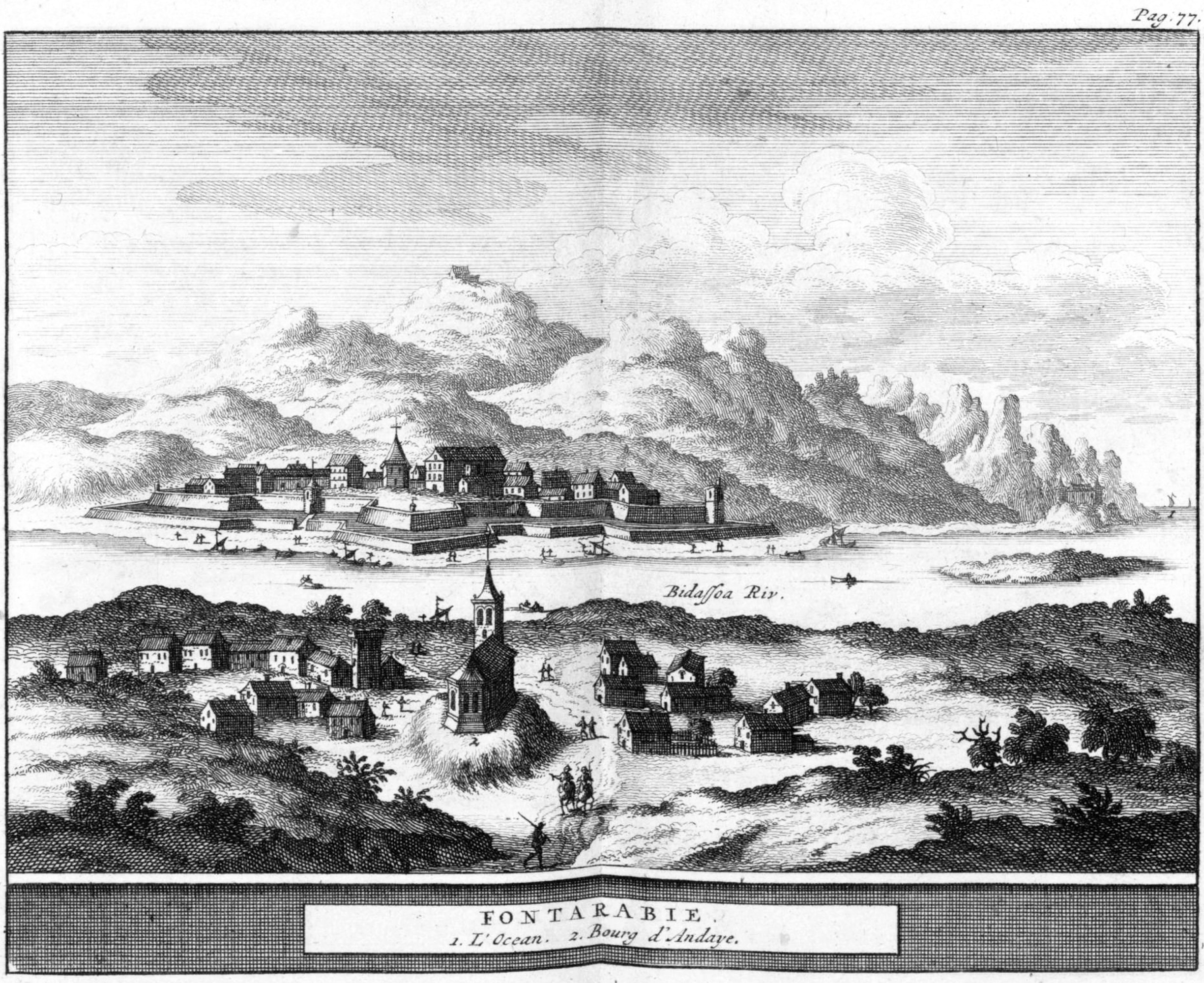
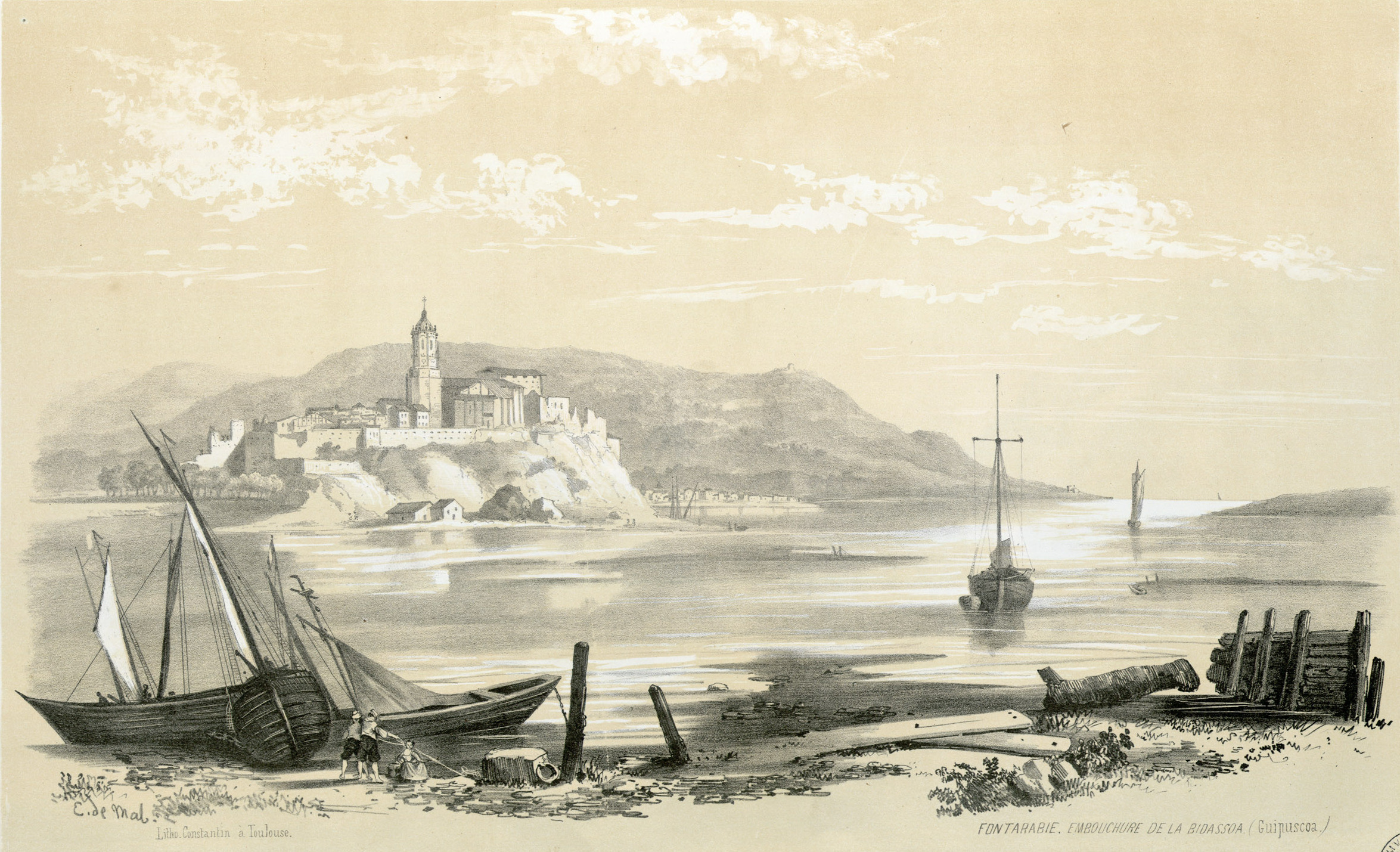
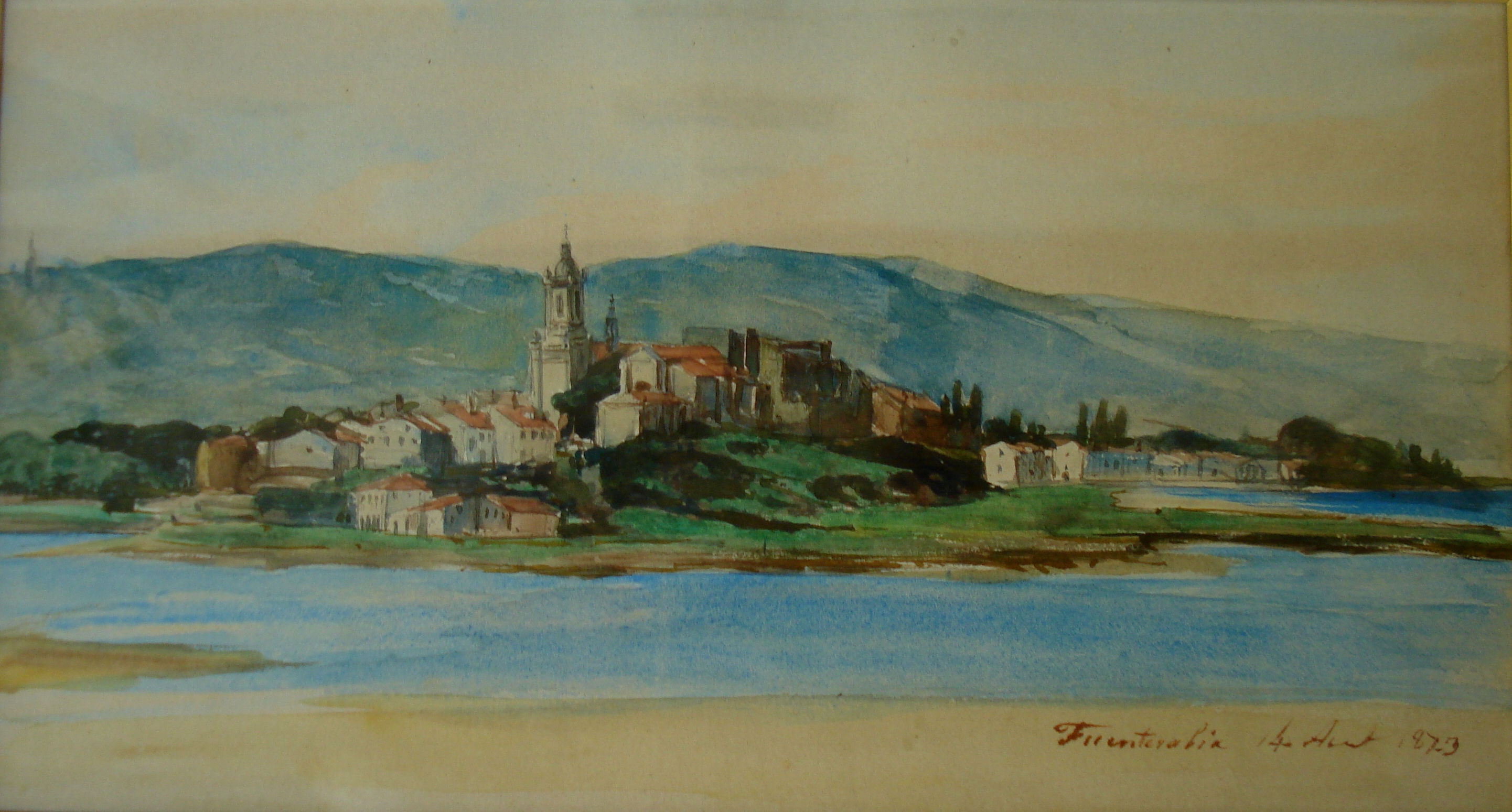
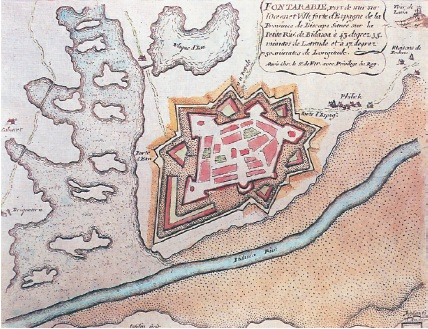

## أعلام
- خوان مارتن
- أوناي إيمري
- رينيه بيتي
- خوسيبا يورينتي
- كريستوبال روجاس ساندوفال
- خافيير بوستو
- خوان ألونسو
- غابرييل ألونسو
- خوان إميري